# Іван II
Іван II (лат. Ioannes; ? — 8 травня 535) — п'ятдесят шостий папа Римський (2 січня 533—8 травня 535), народився у Римі, син Проекта. Став першим папою, який прийняв інше ім'я після обрання, оскільки при народженні був названий на честь римського бога Меркурія. У цей період часу набуло поширення явище симонії під час виборів єпископів. Тому римський Сенат у 533 році видав декрет, який забороняв симонію і будь-який тиск під час виборів папи, а порушників наказував тяжко карати. Король остготів Аталаріх затвердив цей едикт сенату.